# MacBook
MacBook is een merk van Macintosh- laptops van Apple Inc. Het bedrijf voegde de eerdere PowerBook- en iBook- lijnen samen tijdens de overgang naar Intel-processors. De diverse types zijn: 
- MacBook Air (vanaf 2008)
- MacBook Pro (vanaf 2006).
- MacBook (2006-2012)
- MacBook (2015-2019)

## Overzicht
De MacBook-familie had aanvankelijk een vergelijkbaar ontwerp met de iBook- en PowerBook-lijnen die eraan voorafgingen, echter gebruikmakend van een unibody aluminium constructie die voor het eerst werd geïntroduceerd met de MacBook Air. Deze nieuwe constructie heeft een zwart kunststof toetsenbord dat voor het eerst werd gebruikt op de MacBook Air, die zelf werd geïnspireerd door het verzonken toetsenbord van de originele polycarbonaat MacBooks.  
De deksels van de MacBook-familie worden gesloten met een magneet zonder mechanische vergrendeling, een ontwerpelement dat voor het eerst werd geïntroduceerd met de polycarbonaat MacBook.  
De productie van de MacBook werd stopgezet van februari 2012 tot maart 2015, toen een nieuw model werd geïntroduceerd met een ultradraagbaar ontwerp en een volledig metalen behuizing. Het werd opnieuw stopgezet in juli 2019 na een prijsverlaging van de 3e generatie MacBook Air en stopzetting van het 2e generatie model. 

## Vergelijkingen
| Model                                     | Processor ( Intel ) | Beveiligingschip | Geheugen | Opslag | Graphics | Schermresolutie ( 16:10 IPS Retina )                                                  | Randapparatuur | Batterij ( lithium-polymeer, niet verwijderbaar) | Adviesprijs                     |
| ----------------------------------------- | --- | ---------------- | --- | --- | --- | ------------------------------------------------------------------------------------- | --- | ------------------------------------------------ | ------------------------------- |
| MacBook Air                               | 1,6 GHz ( i5-8210Y ) dual-core Intel Core i5, Turbo Boost 3,6 GHz, met 4 MB L3-cache | Apple T2         | 8 GB ingebouwde 2133 MHz LPDDR3 SDRAM Alleen optioneel 16 GB bij aankoop.                                                             | 128 GB of 256 GB PCIe-gebaseerde SSD Optioneel 512 GB of 1 TB op het moment van aankoop, daarna niet uitbreidbaar.       | Intel UHD Graphics 617 met tot 1,5 GB LPDDR3 SDRAM gedeeld vanuit het hoofdgeheugen | 13,3 ", native 2560 × 1600 pixels 227 ppi, True Tone-weergave                         | - 2 × Thunderbolt 3 ( USB-C 3.1 Gen 2 ) -poorten die opladen en DisplayPort ondersteunen - 1 × 3,5 mm koptelefoonaansluiting | 49,9 Wh                                          | $ 1.099, $ 999 voor studenten   |
| MacBook Pro (13-inch, twee Thunderbolt 3) | 1,4 GHz quad-core Intel Core i5 Coffee Lake (8257U), tot 3,9 GHz, 6 MB L3-cache, 128 eDRAM Optioneel 1,7 GHz quad-core Intel Core i7 Coffee Lake (i7-8557U), tot 4,5 GHz, 8 MB L3-cache, 128 MB eDRAM | Apple T2         | 8 GB ingebouwde 2133 MHz LPDDR3 SDRAM Alleen optioneel 16 GB bij aankoop.                                                             | 128 GB of 256 GB PCIe-gebaseerde SSD Optioneel 512 GB, 1 TB of 2 TB op het moment van aankoop, daarna niet uitbreidbaar. | Intel Iris Plus Graphics 645 met 128 MB eDRAM | 13,3 ", 2560 × 1600, 227 ppi met breed kleurengamma (P3), 500 nit, True Tone-weergave | - 2 × Thunderbolt 3 ( USB-C 3.1 Gen 2 ) -poorten die opladen en DisplayPort ondersteunen - 1 × 3,5 mm koptelefoonaansluiting | 58,2 Wh                                          | $ 1.299, $ 1.199 voor studenten |
| MacBook Pro (13-inch, vier Thunderbolt 3) | 2,4 GHz quad-core Intel Core i5 Coffee Lake (8279U), tot 4,1 GHz, 6 MB L3-cache, 128 MB eDRAM Optionele 2,8 GHz quad-core Intel Core i7 Coffee Lake (8569U), tot 4,7 GHz, 8 MB L3-cache, 128 MB eDRAM | Apple T2         | 8 GB ingebouwde 2133 MHz LPDDR3 SDRAM Alleen optioneel 16 GB bij aankoop.                                                             | PCIe-gebaseerde SSD van 256 GB Optioneel 512 GB, 1 TB of 2 TB op het moment van aankoop, daarna niet uitbreidbaar.       | Intel Iris Plus Graphics 655 met 128 MB eDRAM | 13,3 ", 2560 × 1600, 227 ppi met breed kleurengamma (P3), 500 nit, True Tone-weergave | - 4 × Thunderbolt 3 ( USB-C 3.1 Gen 2 ) -poorten die opladen en DisplayPort ondersteunen - 1 × 3,5 mm koptelefoonaansluiting | 58,0 Wh                                          | $ 1.799                         |
| MacBook Pro (16-inch)                     | - 2,6-GHz zes-core Intel Core i7 (9750H) Coffee Lake (9e generatie), tot 4,5 GHz, 12 MB L3-cache Optioneel 2,4 GHz acht-core Intel Core i9 (9980HK) Coffee Lake (9e generatie), tot 5 GHz, 16 MB L3-cache - 2,3 GHz acht-core Intel Core i9 (9880H) Coffee Lake (9e generatie), tot 4,8 GHz, 16 MB L3-cache Optioneel 2,4 GHz acht-core Intel Core i9 (9980HK) Coffee Lake (9e generatie), tot 5 GHz, 16 MB L3-cache | Apple T2         | 16 GB ingebouwde 2667 MHz PC4-21300 DDR4 SDRAM Optionele 32 GB of 64 GB RAM-configuratie alleen beschikbaar op het moment van aankoop | PCIe-gebaseerde SSD van 512 GB Optioneel 1 TB, 2 TB, 4 TB of 8 TB op het moment van aankoop, daarna niet uitbreidbaar.   | AMD Radeon Pro 5300M met 4 GB GDDR6-geheugen en automatische grafische omschakeling Intel UHD Graphics 630 Uitbreidbaar tot AMD Radeon Pro 5500M met 4 GB GDDR6-geheugen of AMD Radeon Pro 5500M met 8 GB GDDR6-geheugen. | 16 ", 3072 × 1920 (16:10), 226 ppi met breed kleurengamma (P3), 500 nit (16")         | - 4 × Thunderbolt 3 ( USB-C 3.1 Gen 2 ) -poorten die opladen en DisplayPort ondersteunen - 1 × 3,5 mm koptelefoonaansluiting | 100 Wh                                           | $ 2.399                         |